# Den sista matchen
Den sista matchen (engelska: Escape to Victory) är en amerikansk film från 1981, som handlar om hur allierade krigsfångar fördriver sin tid i ett tyskt fångläger under andra världskriget.
Den tyske majoren (spelad av Max von Sydow) stannar och tittar på när fångarna spelar fotboll. Han talar med den brittiske kaptenen (Michael Caine) om hur tragiskt det är att kriget hämmar fotbollen världen över.
De bestämmer sig slutligen för att en vänskapsmatch ska spelas, allierade fångar mot det tyska landslaget. Vad de tyska ledarna inte vet är att det planeras ett rymningsförsök i samband med matchen.

## Rollista (i urval)
- Sylvester Stallone - Kapten Robert Hatch
- Max von Sydow - Major Karl von Steiner
- Michael Caine - Kapten John Colby
- Pelé - Korpral Luis Fernandez
- Bobby Moore - Terry Brady
- Osvaldo Ardiles - Carlos Rey
- Co Prins - Pieter van Beck
- Hallvar Thoresen - Gunnar Hilsson